# Jack Holiday
Jack Holiday (bürgerlich Christian Korcan) ist ein Schweizer House-DJ und Produzent. 
 

## Karriere
2009 machte er durch den Titel La Serenissima, welchen er gemeinsam mit seinem Freund Mike Candys produzierte, in der Schweizer Clubszene auf sich aufmerksam. Zuvor arbeitete er unter dem Pseudonym "Chris Crime", unter welchem er den späteren Erfolgs-Track Insomnia produzierte. Durch dieses Remake des Songs von Faithless wurde er 2009 gemeinsam mit Mike Candys über die Grenzen der Schweiz hinaus bekannt. Der Song erreichte in vielen Ländern die Charts.
2011 mixte er gemeinsam mit Mike Candys die Kompilation Energy 11 – House, welche es in die Top-10 der Schweizer Kompilations-Chart schaffte. Daraufhin veröffentlichten sie gemeinsam weitere Singles. Aber auch als Solo-Musiker ist er erfolgreich. Beispiele dafür sind Love For You, Raise Your Hands oder Missing You. 
2012 erschien Back in Miami. Im selben Jahr veröffentlichte er mit Mike Candys ein Remake des Songs Children von Robert Miles. Im selben Jahr veröffentlichte er gemeinsam mit Mike Candys ein weiteres Remake, und zwar The Riddle von Nik Kershaw. Innerhalb von einer Woche stieg er in die obere Hälfte der Deutschen, Österreichischen und Schweizer Single-Charts ein. 
2013 erschien in Zusammenarbeit mit Patrick Miller der Song Real Love. Weitere Produktionen folgten mit den Liedern Only Girls mit Dany Lorence und Feel It in Zusammenarbeit mit B-Case, Nico Santos und Tony T.
2014 erschien das Lied Encore Une Fois in Zusammenarbeit mit dem deutschen DJ-Trio Sash!. Als Titeltrack wurde der Remix von Holiday und Dany Lorence verwendet. Ebenfalls veröffentlichte er gemeinsam mit Deny Lorence den Electro-Song Wipe Out!. Zudem erschien im Sommer 2014 ein neues Remake zusammen mit Mike Candys. Diesmal remixten sie den Track Popcorn im Big-Room-Stil. Der Mix entwickelte sich schnell zu einem Club-Hit. Am 20. Oktober 2014 erschien der Song Dance For Your Life, den Jack Holiday gemeinsam mit Djerem produzierte.
2015 veröffentlichte er die Lieder The Drill und Jupiter gemeinsam mit Mike Candys. Des Weiteren erschien am 23. Juni 2015 ebenfalls in Zusammenarbeit mit Candys ein Tropical-House-Remake des Liedes Saltwater von Chicane und Moya Brennan aus dem Jahr 1999. Neben den Kollaborationen veröffentlichte er die Solo-Singles Yes und Check This.
Im Jahr 2019 veröffentlichten Mike Candys und Holiday einen Remix ihrer The-Riddle-Interpretation aus dem Jahr 2012. Mit dieser Deep-House-Version gelang ihnen der Einstieg in die Schweizer Single-Charts. Zusätzlich landeten sie ähnlich viele Spotify-Streams, wie auf ihrer 2012er-Version. In einem ähnlichen Stil veröffentlichten sie auch einen Remix ihres Saltwater-Remakes.

## Diskografie

### Kompilationen
- 2011: Energy 11 – House (mit Mike Candys)

### Singles
- 2009: Show Me Love (mit Mike Candys)
- 2009: La Disco Loca (mit Mike Candys)
- 2009: La Serenissima (mit Mike Candys)
- 2010: Love For You
- 2011: Are You Ready?
- 2011: Missing You
- 2011: Insomnia (mit Mike Candys)
- 2012: Children (mit Mike Candys)
- 2012: Back in Miami (feat. Jasmin Paan & Big Reggie)
- 2013: Real Love (feat. Patrick Miller)
- 2013: Only Girl (mit Dany Lorence)
- 2013: Feel It (mit B-Case feat. Nico Santos & Tony T)
- 2014: Encore Une Fois (mit Sash!)
- 2014: Last Night (mit Dany Lorence)
- 2014: Popcorn (mit Mike Candys)
- 2014: Wipe Out (mit Dany Lorence)
- 2014: Dance For Your Life (mit Djerem)
- 2015: The Drill (mit Mike Candys)
- 2015: Saltwater (mit Mike Candys)
- 2015: Jupiter (mit Mike Candys)
- 2015: Yes
- 2015: Check This
- 2019: Saltwater (Rework) (mit Mike Candys)